# Appuntamento per una vendetta
Appuntamento per una vendetta (Young Billy Young) è un film western del 1969 diretto da Burt Kennedy, con protagonista Robert Mitchum.

## Trama
Dopo aver ucciso un tirannico ufficiale messicano che comanda un treno di soldati, due giovani pistoleros vengono inseguiti dagli altri militari ed uno dei due, Billy Young, resta senza cavallo e viene abbandonato dal suo compagno Jesse Boone. Sfuggito comunque alla cattura, ma appiedato, incontra Ben Kane, che dopo essere stato sceriffo a Dodge City sta andando ad assumere la carica di Vice Sceriffo a Lordsburg, una cittadina del Nuovo Messico, e si unisce a lui.

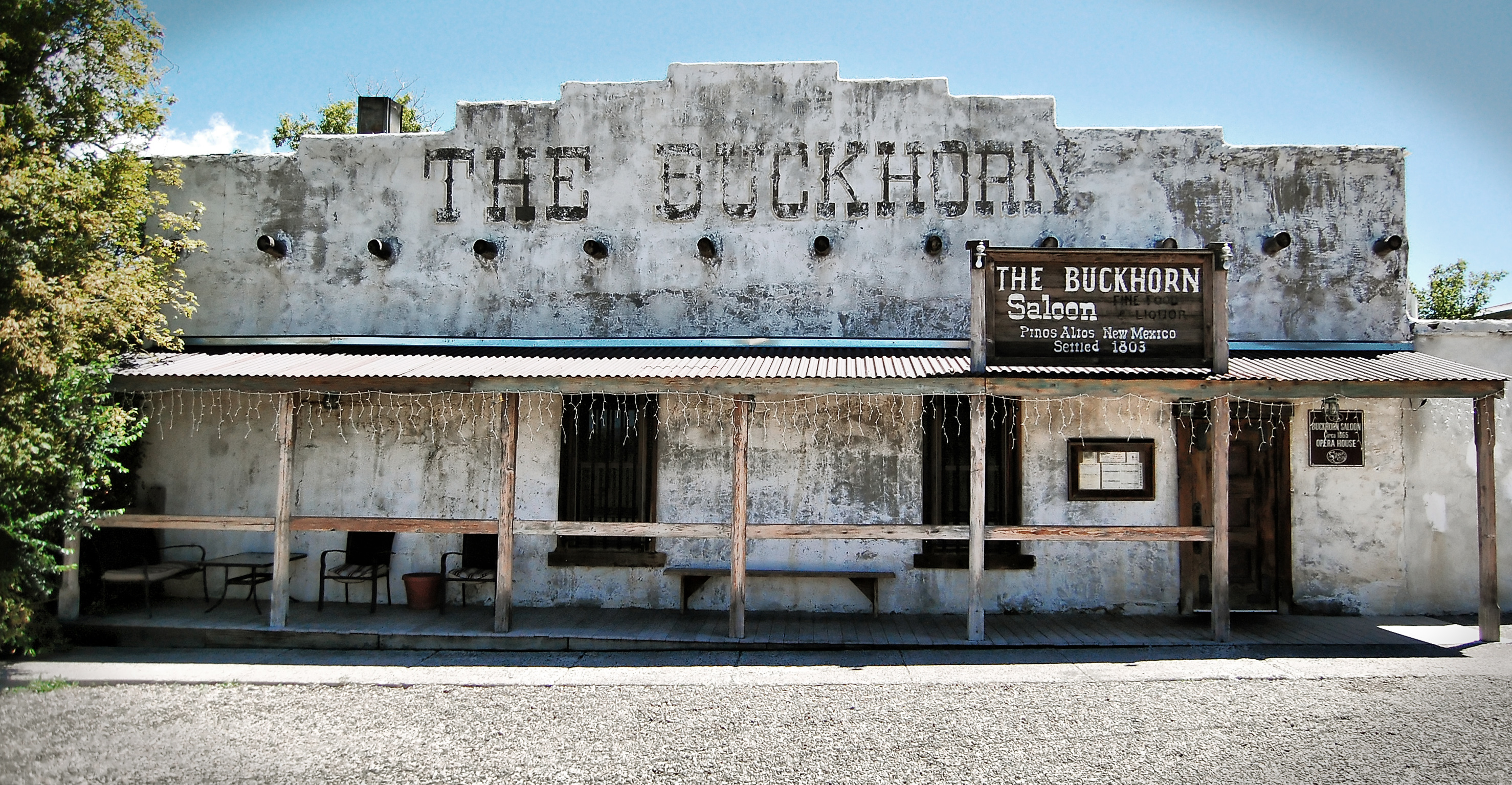
Un antico saloon in stile western, risalente al 1860 circa, conservato a Pinos Altos, nello Stato del Nuovo Messico.

Dopo essere riusciti a respingere un attacco di banditi alla diligenza su cui erano saliti, i due arrivano nella città e qui Kane simpatizza con Lily Beloit, una ballerina del ‘'Gaslight saloon'’. Lei gli rivela che i due uomini che tengono in pugno la città, John Behan e Frank Boone, vogliono ucciderlo alla prima occasione. Behan, inoltre, pretende che Lily diventi la sua amante.
Mentre Billy Young si invaghisce di Evvie Cushnam, la bella figlia del dottore che si trovava sulla diligenza assalita, Jesse Boone, il suo ex compagno d'avventura, si mette nei guai e viene arrestato da Kane. Per liberarlo arriva nella cittadina il padre, Frank Boone. Tra i due esiste da tempo un conto aperto, perché Boone ha ucciso il figlio di Kane quando lui era sceriffo. Ecco quindi che emerge il vero motivo del suo incarico a Lordsburg: vendicarsi di chi ha ucciso suo figlio. Billy Young si schiera con Kane e lo aiuta nella sparatoria, ma alla fine questi lo tramortisce e lo rinchiude in prigione per evitare che lui possa essere ucciso.
Nel corso di un duello, che comprende anche una tradizionale corsa della diligenza, Kane uccide Boone, consumando così la sua vendetta. Poi, sfidando l'opinione benpensante, se ne va assieme a Lily Beloit per sposarla, lasciando l'incarico di Vice sceriffo a Billy Young, che resterà nel paese dove vive la donna amata.

## Produzione

### Sceneggiatura
Il soggetto del film è tratto dal romanzo Who Rides with Wyatt di Will Henry, pubblicato nel 1955.

### Cast
Una piccola parte la interpreta anche il secondo figlio di Robert, Christopher Mitchum, che in seguito ebbe una modesta carriera come attore, anche in Europa. Un altro attore del cast, Jack Kelly, indossa lo stesso abbigliamento per il quale era noto quale interprete della serie televisiva Maverick.

### Riprese
Le scene esterne del film sono state girate vicino a Tucson, in Arizona, in un villaggio della prateria appositamente conservato ed usato spesso per l'ambientazione di film western destinati al cinema ed alla televisione. Oltre ad essere il principale interprete di ‘'Young Billy Young'’, Robert Mitchum è anche il cantante della omonima canzone che accompagna la pellicola, con musica di Shelly Manne e parole di Ernie Sheldon.

## Distribuzione
La pellicola ottenne il via libera da parte delle organizzazioni di tutela etica: fu infatti classificato ‘'G’' (per tutti) dalla
Motion Picture Code and Rating Administration e fu considerato visibile anche per un pubblico giovane dalla Conferenza Episcopale.

## Accoglienza

### Critica
La pellicola ricevette valutazione medie dalla critica, che la considerò come il frutto più che altro di buon mestiere. Howard Thompson scrisse che il regista "ha semplicemente posto la sua macchina da ripresa nel mezzo di un villaggio della prateria (...) e usa in modo vincente le immagini con uno stile conosciuto. Il risultato non è da buttare via, ma prevedibile e superficiale. (...) con due interpretazioni notevoli di professionisti come Mitchum e Walker ir".
Analoghe valutazioni ebbe in Italia, dove il film uscì nel 1970. Su "La Stampa" fu considerato "western di serie, ma girato con valido mestiere e movimentato da galoppate e sparatorie"

## Curiosità
- Nella cittadina di Lordsburg, che fa parte della Contea di Hidalgo (Nuovo Messico) - dove nel film si immagina lo svolgersi della vicenda - operò negli anni del Secondo Conflitto mondiale un campo militare di prigionia, nel quale furono internati anche soldati italiani[3].